# バイアクヘー
バイアクヘー(ビヤーキー)（Byakhee）は、クトゥルフ神話に登場する架空の生物。風の神ハスターの眷属。星間宇宙に棲む飛行生物。
カルコサや黄衣の王と並んでハスター神話を構成する重要要素の一つ。

## 概要
初出作品はオーガスト・ダーレスの『永劫の探究』5部作の1話「アンドルー・フェランの手記」。ビジュアルは、後にラヴクラフトの『魔宴』に登場する飛行生物の描写を取り込んだものがTRPGルールブックで広まる。

### 初期設定
黄金の蜂蜜酒を口にし、魔法の石笛を奏で、ハスターを讃える呪文を唱えることで召還できる。一人乗りで、星間宇宙を飛行移動することもできるが人体の方が宇宙空間と超スピードに耐えられないので、黄金の蜂蜜酒の力で幽体離脱して魂だけがバイアクヘーに騎乗して移動し、抜け殻の体は無名都市に保管する。
『永劫の探究』5部作は、バイアクヘーの重要な情報源となる作品である。ラバン・シュリュズベリイ博士たちは、邪神クトゥルフと戦うために、別の邪神ハスターの加護を得ており、バイアクヘーを使役する。語り部たちは謎を探ったり邪神と戦い、いよいよ追い詰められたらバイアクヘーを召喚して逃げ、彼らの動向を記した原稿が残されている、という結末がパターン化している。

### 派生設定
体長2・3メートルの巨大な怪物で、宇宙空間でも生きていられるほど生命力が強い。一見蟻のようだが触角は短く、人間のような皮膚と目、爬虫類のような耳と口、肩と尻の付根辺りにそれぞれ鋭い鉤爪が付いた手足を左右2本1対ずつ持つ。尻には「フーン」という磁気を操る器官があり、これを使って飛行する。地球の大気圏内では時速70キロメートル程度だが、気圧が下がればさらに早く飛ぶ事ができ、宇宙では光速の10分の1程度の速度が出せる。また、「カイム」という空間を作りその中で光速の400倍程度の速度で飛ぶ事もできるが、これをやると凄まじい空腹に襲われる。背中の蝙蝠のような翼は毛が生えており方向転換にのみ使われる。
知能が高く独自の言語を用いるが、地球の言語も理解し話す事もできるため、人に懐く事もある。円卓の騎士ダゴニットはフランスを訪れた際バイアクヘーに乗る空の騎士トリスタンと出会い、そこで与えられた雌バイアクヘーを“ウイングドレディ（Winged Lady・翼ある貴婦人）”と名付けて可愛いがったところ、信頼で結ばれた。

## 登場作品
- 永劫の探究：オーガスト・ダーレス
- 邪神伝説シリーズ（渚事件簿シリーズ）：矢野健太郎
- Surery You Joust：パトリック・トーマス
- 夜刀浦領異聞：朝松健
- 五月二十七日：神野オキナ